# Поліноміальна інтерполяція
Поліноміальна інтерполяція (Інтерполяція алгебраїчними многочленами) функції f(x) на відрізку [a, b] - побудова многочлена Pn(x) степеня меншого або рівного n, що приймає у вузлах інтерполяції x0, x1, ..., xn значення f(xі):
{\displaystyle P_{n}(x_{i})=f(x_{i}),\quad i=0,1,...,n}
Система рівнянь, що визначають коефіцієнти такого многочлена, має вигляд
{\displaystyle P_{n}(x_{i})=a_{0}+a_{1}x_{i}+a_{2}x_{i}^{2}+...+a_{n}x_{i}^{n}=f(x_{i}),\quad i=0,1,...,n}
Її визначником є визначник Вандермонда. 
{\displaystyle \triangle ={\begin{vmatrix}1&x_{0}&x_{0}^{2}&...&x_{0}^{n}\\1&x_{1}&x_{1}^{2}&...&x_{1}^{n}\\.......\\1&x_{n}&x_{n}^{2}&...&x_{n}^{n}\end{vmatrix}}=\prod _{i,j=1,i<j}^{n}(x_{i}-x_{j})}
Він відмінний від нуля при всяких попарно різних значеннях xі, і інтерполяція функції f по її значеннях у вузлах xі за допомогою многочлена Pn(x) завжди можлива і єдина.

## Застосування
Отриману інтерполяційну формулу {\displaystyle f(x)\approx P_{n}(x)} часто використовують для наближеного обчислення значень функції f при значеннях аргументу x, відмінних від вузлів інтерполяції. При цьому розрізняють інтерполяцію у вузькому значенні, коли {\displaystyle x\in \left[x_{0},x_{n}\right]}, і екстраполяцію, коли {\displaystyle x\in \left[a,b\right]}, {\displaystyle x\not \in \left[x_{0},x_{n}\right]}

## Задача інтерполяції
Нехай у просторі задані {\displaystyle n} точок {\displaystyle P_{1},P_{2},\dots ,P_{n}}, які в деякій системі координат мають радіус-вектори {\displaystyle \mathbf {r} _{1},\mathbf {r} _{2},\dots ,\mathbf {r} _{n}}.
Завдання інтерполяції полягає в побудові кривої, що проходить через зазначені точки у зазначеному порядку.

## Розв'язання задачі
Через фіксований набір точок можна провести нескінченне число кривих, тому задача інтерполяції не має єдиного розв'язку.
Будемо будувати криві у вигляді {\displaystyle \mathbf {r} (t)}, де параметр {\displaystyle t} змінюється на деякому відрізку 
{\displaystyle ~[a,b]}:
{\displaystyle ~a\leq t\leq b}. Введемо на відрізку {\displaystyle ~[a,b]} сітку {\displaystyle ~\{t_{i}\}} з {\displaystyle ~n} точок: {\displaystyle ~a=t_{1}<t_{2}<t_{3}<\dots <t_{n}=b} і зажадаємо, щоб при значенні параметра
{\displaystyle ~t=t_{i}} крива проходила через точку {\displaystyle ~P_{i}}, так що {\displaystyle ~\mathbf {r} (t_{i})=\mathbf {r} _{i}}.
Введення параметризації й сітки може бути виконане різними способами. Звичайно вибирають або рівномірну сітку, вважаючи 
{\displaystyle ~a=0}, {\displaystyle ~b=n-1}, {\displaystyle ~t_{i}=i-1}, або, що більш переважно, з'єднують точки відрізками й
як різницю значень параметра {\displaystyle ~t_{i+1}-t_{i}} беруть довжину відрізка {\displaystyle ~\mathbf {r} _{i+1}-\mathbf {r} _{i}}.
Одним з розповсюджених способів інтерполяції є використання кривої у вигляді многочлена від {\displaystyle ~t}
степеня {\displaystyle ~n-1}, тобто  у вигляді функції
{\displaystyle ~\mathbf {r} (t)=\mathbf {p} ^{(n-1)}(t)=\sum _{k=1}^{n}\mathbf {a} _{k}t^{n-k}}
Многочлен має {\displaystyle ~n} коефіцієнтів {\displaystyle ~\mathbf {a} _{k}}, які можна знайти з умов
{\displaystyle ~\mathbf {r} (t_{i})=\mathbf {r} _{i}}.
Ці умови приводять до системи лінійних рівнянь для коефіцієнтів {\displaystyle ~\mathbf {a} _{k}}
{\displaystyle ~{\begin{pmatrix}1&t_{1}&t_{1}^{2}&\ldots &t_{1}^{n-1}\\1&t_{2}&t_{2}^{2}&\ldots &t_{2}^{n-1}\\\vdots &\vdots &\vdots &&\vdots \\1&t_{n}&t_{n}^{2}&\ldots &t_{n}^{n-1}\end{pmatrix}}{\begin{pmatrix}\mathbf {a} _{n}\\\mathbf {a} _{n-1}\\\vdots \\\mathbf {a} _{1}\end{pmatrix}}={\begin{pmatrix}\mathbf {r} _{1}\\\mathbf {r} _{2}\\\vdots \\\mathbf {r} _{n}\end{pmatrix}}}
Звернемо увагу, що потрібно розв'язати три системи рівнянь: для {\displaystyle ~x}, {\displaystyle ~y} і
{\displaystyle ~z} координат. Усі вони мають одну матрицю коефіцієнтів, знаходячи обернену до якої, за значеннями радіус- векторів {\displaystyle ~\mathbf {r} _{i}} точок обчислюються вектори {\displaystyle ~\mathbf {a} _{k}} коефіцієнтів многочлена. Визначник матриці
{\displaystyle ~W(t_{1},t_{2},\ldots ,t_{n})={\begin{vmatrix}1&t_{1}&t_{1}^{2}&\ldots &t_{1}^{n-1}\\1&t_{2}&t_{2}^{2}&\ldots &t_{2}^{n-1}\\\vdots &\vdots &\vdots &&\vdots \\1&t_{n}&t_{n}^{2}&\ldots &t_{n}^{n-1}\end{vmatrix}}=\prod _{i,j,i>j}(t_{i}-t_{j})}
називається визначником Вандермонда. Якщо вузли сітки не збігаються, він відмінний від нуля, так що
система рівнянь має розв'язок.
Крім прямого знаходження оберненої матриці, є інші способи обчислення інтерполяційного многочлена. У силу одиничності многочлена мова йде про різні форми його запису.

## Похибки інтерполяції
Інтерполюючи певну функцію f поліномом степеня n у точках x0,...,xn ми отримуємо похибку
{\displaystyle f(x)-p_{n}(x)=f[x_{0},\ldots ,x_{n},x]\prod _{i=0}^{n}(x-x_{i})}
де
{\displaystyle f[x_{0},\ldots ,x_{n},x]}
це розділена різниця.
Якщо f це n + 1 раз неперервно диференційовна на закритому інтервалі I і {\displaystyle p_{n}(x)} це многочлен степеня не більше n, що інтерполює f у n + 1 відмінних точках {xi} (i=0,1,...,n) у цьому інтервалі. Тоді для кожного x в інтервалі існує ξ у цьому інтервалі, таке що
{\displaystyle f(x)-p_{n}(x)={\frac {f^{(n+1)}(\xi )}{(n+1)!}}\prod _{i=0}^{n}(x-x_{i})}

### Доведення
Запишемо похибку як 
{\displaystyle R_{n}(x)=f(x)-p_{n}(x)}
і впровадимо допоміжну функцію:
{\displaystyle Y(t)=R_{n}(t)-{\frac {R_{n}(x)}{W(x)}}W(t)}
де
{\displaystyle W(u)=\prod _{i=0}^{n}(u-x_{i})}
Оскільки xi є коренями  f  і {\displaystyle p_{n}}, ми маємо Y(x) = Y(xi) = 0, що означає, що Y і n + 2 є коренями (тут ми маємо справу з певним x, для якого ми й шукаємо похибку). Із теореми Роля, {\displaystyle Y^{\prime }(t)} має n + 1 коренів, тоді {\displaystyle Y^{(n+1)}(t)} має один корінь ξ, тут ξ перебуває в інтервалі I.
Отже, ми можемо отримати
{\displaystyle Y^{(n+1)}(t)=R_{n}^{(n+1)}(t)-{\frac {R_{n}(x)}{W(x)}}\ (n+1)!}
Оскільки {\displaystyle p_{n}(x)} це многочлен степеня не більше ніж n, тоді
{\displaystyle R_{n}^{(n+1)}(t)=f^{(n+1)}(t)}
Отже
{\displaystyle Y^{(n+1)}(t)=f^{(n+1)}(t)-{\frac {R_{n}(x)}{W(x)}}\ (n+1)!}
Із того, що ξ є коренем {\displaystyle Y^{(n+1)}(t)}, маємо
{\displaystyle Y^{(n+1)}(\xi )=f^{(n+1)}(\xi )-{\frac {R_{n}(x)}{W(x)}}\ (n+1)!=0}
Відтак
{\displaystyle R_{n}(x)=f(x)-p_{n}(x)={\frac {f^{(n+1)}(\xi )}{(n+1)!}}\prod _{i=0}^{n}(x-x_{i})}.
Отже, залишковий член у формі Лагранжа теореми Тейлора це особливий випадок інтерполяційної похибки, коли інтерполяційні точки xi лежать на однаковій відстані.
У випадку рівновіддалених вузлів інтерполяції {\displaystyle x_{i}=x_{0}+ih}, випливає, що інтерполяційна похибка є O{\displaystyle (h^{n+1})}. Однак, це має на увазі, що {\displaystyle f^{(n+1)}(\xi )} домінована {\displaystyle h^{n+1}}, тобто {\displaystyle f^{(n+1)}(\xi )h^{n+1}<<1}. У деяких випадках відбувається зростання похибки з n → ∞
Наведена помилка[прояснити] пропонує вибирати інтерполяційні точки xi так, щоб добуток
{\displaystyle \left|\prod (x-x_{i})\right|,}
був якомога меншим. Таку властивість мають нулі поліномів Чебишова. Саме вони є оптимальними вузлами інтерполяційних схем.

## Переваги
- Для заданого набору точок і сітки параметра крива будується однозначно.
- Крива є інтерполяційною, тобто  проходить через усі задані точки.
- Крива має безперервні похідні будь-якого порядку.

## Недоліки
- З ростом числа точок порядок многочлена зростає, а разом з ним зростає число операцій, які потрібно виконати для обчислення точки на кривій.
- З ростом числа точок в інтерполяційної кривої можуть виникнути осциляції (див. приклад нижче).

### Приклад осциляції

Інтерполяция на послідовності сіток. Приклад Рунге.

Класичним прикладом Рунге, що показує виникнення осциляцій в інтерполяційного многочлена, слугує інтерполяція на рівномірній сітці значень функції
{\displaystyle ~f(x)={\frac {1}{1+x^{2}}}}
Введемо на відрізку {\displaystyle ~[-5,5]} рівномірну сітку {\displaystyle ~x_{i}=-5+(i-1)h},
{\displaystyle ~h=10/(n-1)}, {\displaystyle ~1\leq i\leq n} і розглянемо поведінку многочлена
{\displaystyle ~y(x)=\sum _{i=1}^{n}a_{i}x^{n-i}}
який у точках {\displaystyle ~x_{i}} приймає значення {\displaystyle ~y_{i}=1/(1+x_{i}^{2})}.
На малюнку представлені графіки самої функції (штрих-пунктирна лінія) і трьох інтерполяційних кривих при {\displaystyle ~n=3,5,9}:
- інтерполяція на сітці {\displaystyle ~x_{1}=-5,x_{2}=0,x_{3}=5} - квадратична парабола;
- інтерполяція на сітці {\displaystyle ~x_{1}=-5,x_{2}=-2.5,x_{3}=0,x_{4}=2.5,x_{5}=5} - многочлен четвертого степеня;
- інтерполяція на сітці {\displaystyle ~x_{1}=-5,x_{2}=-3.75,x_{3}=-2.5,x_{4}=-1.25,x_{5}=0,x_{6}=1.25,x_{7}=2.5,x_{8}=-3.75,x_{9}=5} - многочлен восьмого степеня.

Значення інтерполяційного многочлена навіть для гладких функцій у проміжних точках можуть сильно ухилятися від значень самої функції.